# ТЕС Чаукп'ю
19°24′9″ пн. ш. 93°30′1″ сх. д. / 19.40250° пн. ш. 93.50028° сх. д.
ТЕС Чаукп'ю – теплова електростанція на західному узбережжі М’янми, споруджена китайською корпорацією Power Construction Corporation of China через свою дочірню компанію PowerChina Resources and Supreme Trading Company.
В 2022 році на майданчику станції став до ладу один парогазовий блок комібнованого циклу потужністю 135 МВт, у якому дві газові турбіни з показниками по 47,5 МВт живлять через відповідну кількість котлів-утилізаторів одну парову турбіну потужністю 40 МВт.
Як паливо станція використовує природний газ, що надходить по з родовища Шве по офшорній частині трубопроводу М'янма – Китай.
Для видалення продуктів згоряння кожен котел-утилізатор має димар заввишки 35 метрів.
Для охолодження використовується морська вода. 
Видача продукції відбувається по ЛЕП, розрахованій на роботу під напругою 230 кВ.